# Blåstrupig inka
Blåstrupig inka (Coeligena helianthea) är en fågel i familjen kolibrier.

## Utseende och läte
Blåstrupig inka är en stor kolibri med bländade fjäderdräkt och lång rak näbb. Hanen ser mörk ut på håll, men är omisskännlig i bra ljus: mörkt svartaktig på huvud och bröst, grön panna, purpurblå strupe och flittrande lilarosa buk. Honan har beigefärgad strupe,

## Utbredning och systematik
Den blåstrupiga inkan delas in i två underarter med följande utbredning:
- Coeligena helianthea helianthea – förekommer i Anderna i nordöstra Colombia (från Serranía del Perijá till Bogotáslätten).
- Coeligena helianthea tamai – förekommer i västra Venezuela (Táchira).

## Levnadssätt
Blåstrupig inka förekommer i bergstrakter. Där ses den i skogar och skogsbryn, men även trädgårdar. Arten besöker gärna kolibrimatare.

## Status och hot
Arten har ett stort utbredningsområde, men tros minska i antal, dock inte tillräckligt kraftigt för att den ska betraktas som hotad. Internationella naturvårdsunionen IUCN listar arten som livskraftig (LC).